# Кристина Мекленбург-Стрелицкая
Кристина София Альбертина Мекленбург-Стрелицкая (нем. Christina Sophia Albertina von Mecklenburg-Strelitz; 6 декабря 1735—31 августа 1794) — немецкая принцесса из Мекленбург-Стрелицкой династии. Дама Большого креста ордена Святой Екатерины.

## Биография
Принцесса Кристина родилась 6 декабря 1735 года в замке Миров и была старшей дочерью мекленбург-стрелицкого герцога Карла и его жены Елизаветы Альбертины, принцессы Саксен-Гильдбурггаузенской. Её младшая сестра, София Шарлотта стала женой короля Англии Георга III (1760—1820). Таким образом, Кристина приходилась тёткой по материнской линии королям Георгу IV (1820—1830) и Вильгельму IV (1830—1837).
После смерти отца в 1752 году Кристина, её братья и сестры росли и получили образование под руководством своей матери в замке Миров. В 1760 году Кристина и её сестра были помещены в Херфордское аббатство. В 1761 году, когда английский король Георг III надумал жениться, кандидатура Кристины была отклонена по возрасту (принцессе исполнилось 25 лет). Выбор пал на её младшую сестру — 17-летнюю Софию Шарлотту. В это время возникли отношения между принцессой Кристиной и шотландским аристократом Джоном Кером, третьим герцогом Роксбургским (1740—1804), который занимался организацией бракосочетания короля. Брак между принцессой и герцогом мог бы состояться с разрешения её брата, герцога Адольфа Фридриха, но такого разрешения не последовало, потому что этикет не позволял, чтобы сестра королевы Англии была женой одного из её подданных. Ни Кристина, ни герцог Роксбург в будущем в брак так и не вступили. До бракосочетания брата герцога Карла и принцессы Фридерики Гессен-Дармштадтской в 1768 году принцесса Кристина оставалась первой дамой Мекленбург-Стрелица.
Принцесса Кристина провела всю жизнь при дворе своих братьев Адольфа Фридриха и Карла II и умерла 31 августа 1794 года. Она была похоронена в иоаннитской церкви Мирова.

## Награды
- 13 января 1766 года принцесса Кристина была удостоена ордена Святой Екатерины 1 степени[2].

## В литературе
Кристина выступает одной из героинь исторического романа Джин Плейди «Георг Третий» (1969).